# Sensorisch geheugen
Het sensorische of zintuigelijke geheugen is ons geheugen voor recente zintuiglijke indrukken. Het heeft een grote capaciteit, maar een zeer korte duur, en moet niet verward worden met het kortetermijngeheugen. Het bevat een nauwkeurige kopie van alle specifieke fysische stimuluskenmerken, en wordt automatisch gevormd zonder tussenkomst van processen als aandacht of bewustzijn. De inhoud van het sensorische geheugen onttrekt zich ook aan bewuste controle. Er worden doorgaans twee varianten onderscheiden, een visuele variant die iconisch geheugen (naar ikon of visueel beeld), en een auditieve variant die echoïsch geheugen (naar echo of klankbeeld) wordt genoemd. De duur van het iconische geheugen zou ongeveer 1/2 seconde bedragen. Over de duur van het echoïsche geheugen verschilt men van mening. Sommigen menen dat het dezelfde duur heeft als het iconische geheugen, anderen menen daarentegen dat het vele seconden kan duren.
Het sensorische geheugen is nauw verbonden met zintuigreceptoren voor visuele en geluidsprikkels en de specifieke projectiegebieden in de hersenen waarnaar deze prikkels projecteren.